# رون ستيفنز
رون ستيفنز (بالإنجليزية: Ron Stephens)‏ هو سياسي أمريكي، ولد في 19 ديسمبر 1948 في الولايات المتحدة. حزبياً، نشط في الحزب الجمهوري. وقد انتخب عضو مجلس نواب إلينوي.